# Écran gonflable

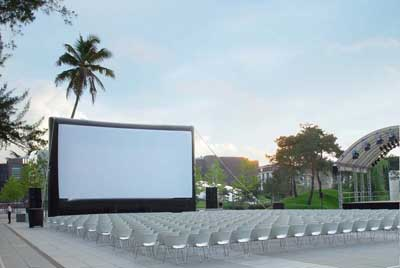
Écran gonflable d'un cinéma en plein air.

Un écran gonflable est une structure gonflable de PVC avec un écran géant attaché. Les écrans géants gonflables sont utilisés pour les cinémas en plein air, les festivals du film, les drive-ins, les événements sportifs ainsi que tous autres types d'événements en plein air.
L’écran est fabriqué de couche de tissus en PVC. Elles sont assemblées par soudure haute fréquence ou par une machine à coudre. La structure est ensuite gonflée par un gonfleur haute fréquence. Les plus grands écrans ont besoin d’un gonfleur triphasé. Normalement, le gonfleur continue de fonctionner afin que l’écran soit totalement gonflé. 
En comparaison avec les écrans classiques, les écrans gonflables n’ont besoin que de quelques heures d’installation avant la projection. Ceci peut être utile quand le temps est particulièrement incertain ou venteux. Ils peuvent ainsi être dégonflé rapidement, ce qui renforce leur sécurité. Les écrans géants gonflables sont aussi plus facilement transportable que autres structures qui nécessitent le transport d’échafaudages et d’arches en aluminium. Un écran de 16 m de large tient sur une palette de manutention, alors que les autres structures nécessitent un camion complet. La surface de projection peut atteindre 560 m2.

## Articles Connexes
- Cinéma en plein air
- Ciné-parc